# Єшім Агаоглу
Єшім Агаоглу (тур. Yeşim Ağaoğlu, 21 січня 1966; Стамбул, Туреччина) — турецька художниця і поетеса, яка працює в різних формах мистецтва, особливо концентруючись на інсталяції, фотографії і відео. Головним для неї в мистецтві є інтерактивність. Тематика робіт Єшім Агаоглу охоплює поезію (мову) і художні стосунки, питання статі і фемінізму, архітектурні елементи та політику. Від 1995 року вона випустила дев'ять поетичних збірок, які зробили її відомою і на літературній сцені Туреччини.

## Життєпис і кар'єра
Сім'я Єшім Агаоглу походить із Шуші, Карабаху (регіону Азербайджану). Вона народилася в Стамбулі 21 січня 1966 року. Вчилася в Стамбульському університеті на кафедрі археології та історії мистецтв. Єшім Агаоглу здобула ступінь магістра мистецтв у Стамбульському університеті на факультеті комунікацій, відділенні радіо-ТБ-кіно. Вона вибірково відвідувала заняття з роботи з кінокамерою Супер 8 мм у нью-йоркській Школі образотворчих мистецтв. Завдяки цим урокам вона зняла короткометражний фільм «Самотність, машини і медитація» (англ. Loneliness, Machines And Meditation).
Вірші Єшім Агаоглу почали публікуватися в літературних журналах, коли їй було 18 років. Видано сім поетичних збірок у Туреччині, і дві в Азербайджані. Вірші Агаоглу перекладено багатьма мовами, зокрема азербайджанською, російською, англійською, італійською та іспанською. Вона є членкинею міжнародної асоціації ПЕН-клуб, а також членкинею правління BESAM (Асоціації творців наукових і літературних творів). 2012 року Єшім Агаоглу стала заслуженою членкинею Спілки письменників Азербайджану.
Єшім Агаоглу продовжує працювати в напрямку сучасного мистецтва, поєднуючи різні форми мистецтва від 1996 року. У неї пройшло чотири персональні виставки: в Азербайджані, Грузії, Боснії і Герцеговині та Норвегії. Також вона брала участь у багатьох групових виставках у Німеччині, Франції, Польщі, Нідерландах, Італії, Болгарії, Узбекистані, Південній Кореї, Бразилії, Монголії і США. Від 2012 року Агаоглу є заслуженою членкинею Спілки художників Азербайджану.

## Роботи
Художні роботи Єшім Агаоглу відрізняє поєднання перформансу з візуальними об'єктами і матеріалом. Спочатку її вірші, написані на жовтому папері за допомогою звичайної друкарської машинки, займали центр цих творів. Жовті сторінки були основним матеріалом та обмеженим способом комунікації з людьми, але коли їх розташовували у величезних геометричних купах у виставкових просторах, вони також ставали інсталяцією в стилі напрямки флуксус. Присутність Єшім Агаоглу у виставковому просторі розглядалася як перформанс, навіть якщо вона не створювала його в тому сенсі, що безпосередньо була залучена в процес художнього твору, але її постійне вливання в глядацьку аудиторію створювало враження перформансу. Її підхід до створення своїх робіт мінімалістичний і скромний. Уникаючи популярності і вишуканості, Єшім Агаоглу описує їх як «технічно прості, але концептуально багаті».

## Галерея

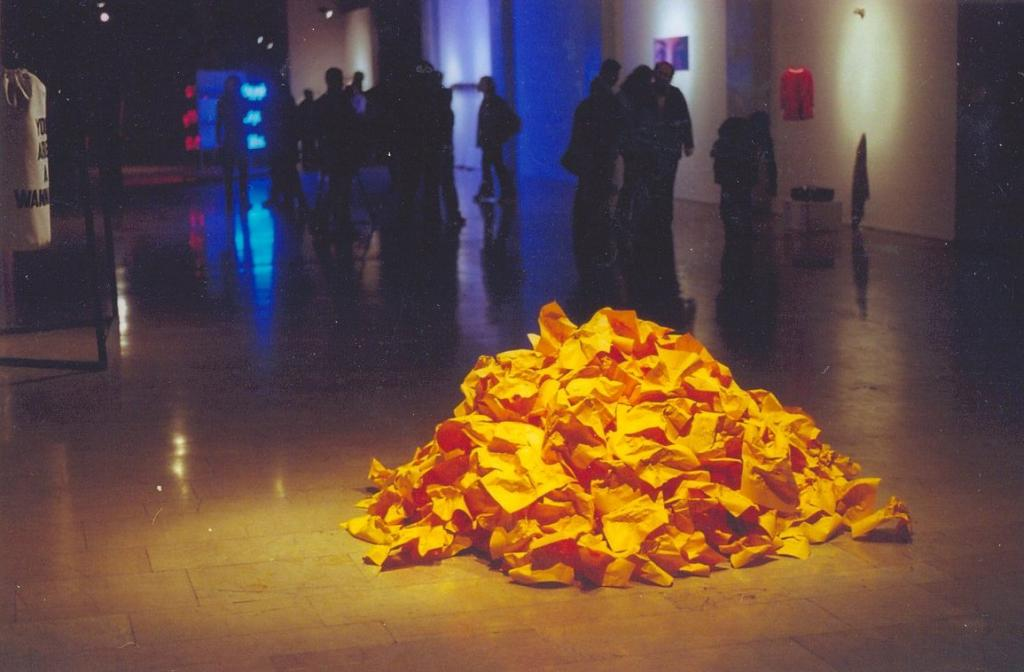
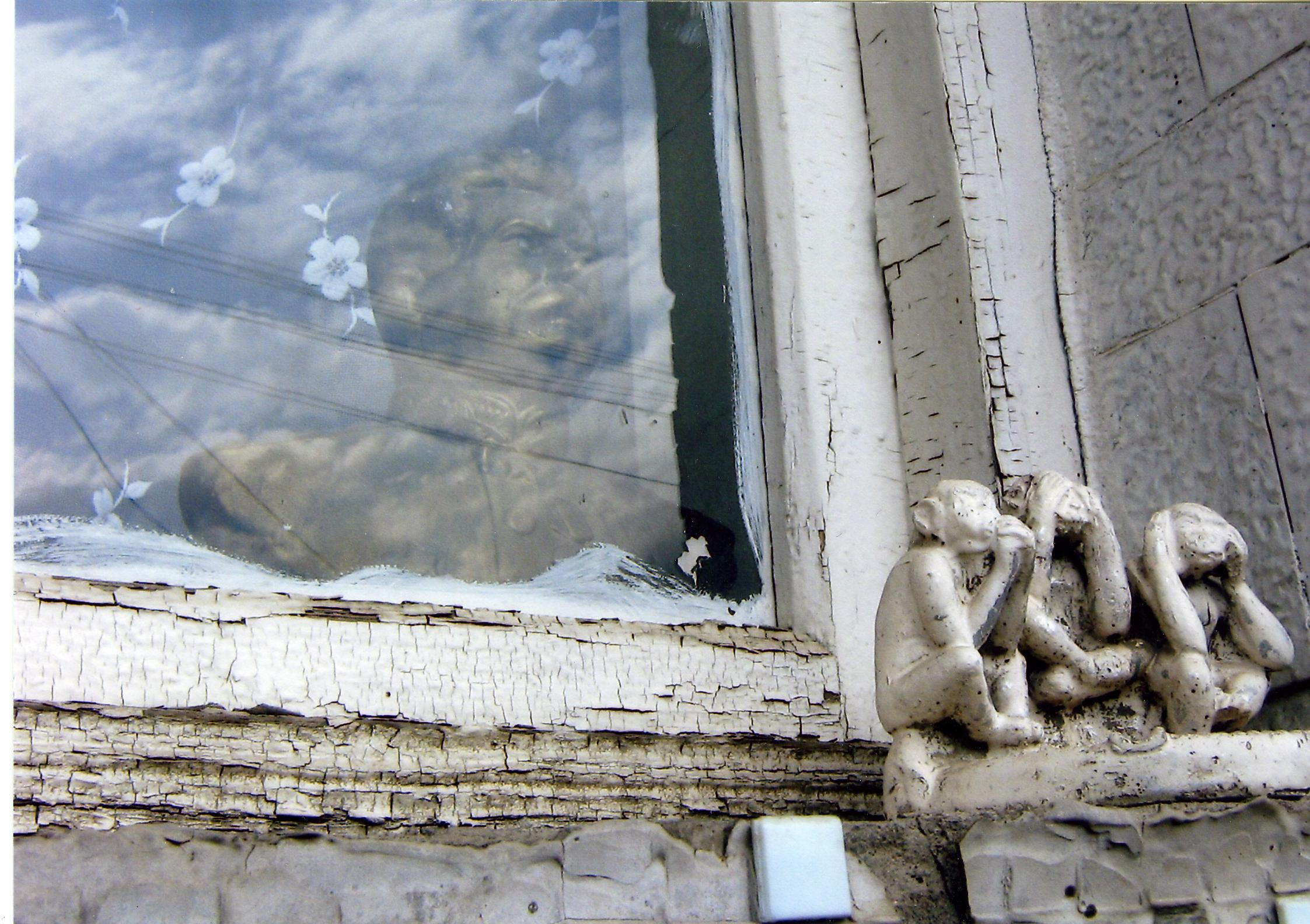